# ミッド・グラモーガン統監
ミッド・グラモーガン統監（ミッド・グラモーガンとうかん、英語: Lord Lieutenant of Mid Glamorgan）は、イギリスの官職。統監の1つで、ミッド・グラモーガンを担当する。1972年地方行政法でイングランドおよびウェールズの地方自治体再編が行われ、同法第218(1)条によりグレーター・ロンドンおよび各都市・非都市カウンティに統監が1人ずつ任命されることとなった。同法でミッド・グラモーガンが設立されたため、1974年の同法施行とともにミッド・グラモーガン統監が任命された。

## 一覧
- 1974年4月1日 – 1985年：ケネス・ジョージ・トラハーン（英語版）[3]
  - グラモーガン統監（英語版）より続投[2]
- 1985年12月16日 – 1989年：ダグラス・ジョージ・バダム[3]
- 1990年3月5日 – 2002年：マレー・アダムズ・マクラガン[3]
- 2003年1月1日 – 2019年5月20日：キャスリーン・エリザベス・トマス（英語版）[3][4]
- 2019年5月20日 – ：ピーター・ヴォーン（英語版）[4]